# Andira coriacea
Andira coriacea är en ärtväxtart som beskrevs av August Adriaan Pulle. Andira coriacea ingår i släktet Andira och familjen ärtväxter. Inga underarter finns listade i Catalogue of Life.